# Saint-François (fiume)
Il Saint-François è un fiume che scorre nella provincia del Québec in Canada.
Il corso d'acqua nasce dal lago Saint-François nel Chaudière-Appalaches, a sud-est di Thetford Mines; scorre quindi verso sud-ovest in direzione della cittadina di Sherbrooke, dove riceve le acqua del fiume Magog e cambia poi corso dirigendosi verso Drummondville. Infine, le sue acque confluiscono in quelle del San Lorenzo presso Pierreville.